# Bitis gabonica
La víbora del Gabón o víbora rinoceronte (Bitis gabonica) es una especie de serpiente de la familia Viperidae. Es una víbora sumamente venenosa que se encuentra en junglas y sabanas del África Subsahariana. Es el miembro más grande del género Bitis, y la especie de vipérido más pesada del mundo; tiene la segunda mayor producción de veneno de todas las serpientes venenosas, después de la cobra real, y los colmillos más grandes que otras serpientes, con 5,5 cm de longitud, razón por la cual su mordedura es extremadamente dolorosa. Existen dos subespecies actualmente reconocidas.

## Descripción
Los adultos miden 122 a 154 cm de longitud, aunque el récord lo ostenta un ejemplar de 205 cm capturado en Sierra Leona.[cita requerida] Los sexos pueden distinguirse por la longitud de la cola con respecto al total del cuerpo, que suele ser aproximadamente un 12% en los machos y un 6% en las hembras. 

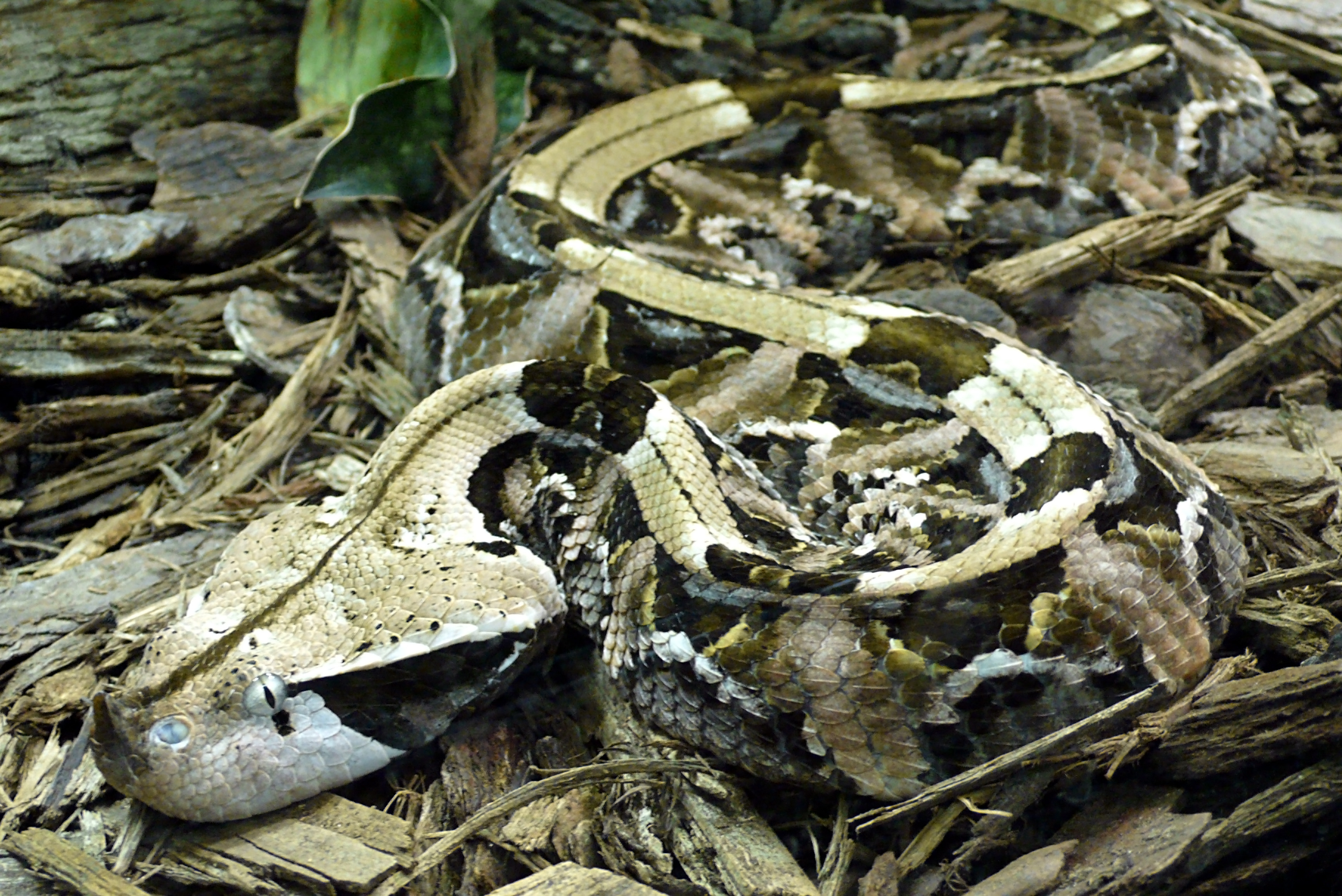
Bitis gabonica rhinoceros

La cabeza es grande y triangular, con el cuello muy estrecho: al menos un tercio de la anchura de la cabeza. Un par de cuernos se presentan entre las fosas nasales, pequeños en Bitis gabonica gabonica, pero mucho más grandes en Bitis gabonica rhinoceros.  Los ojos son grandes y móviles, rodeados por 15-21 escamas circumorbitales. Hay 12-16 escamas intraoculares en lo alto de la cabeza. 4-5 filas de escamas separan las suboculares y las supralabiales. Hay 13-18 supralabiales y 16-22 sublabiales. Los colmillos suelen superar la medida de 5 cm, y son los mayores colmillos de entre todas las serpientes.
A mitad de cuerpo hay 28-46 filas de escamas dorsales, todas ellas fuertemente en quilla, excepto por las filas exteriores a cada lado. Las escamas laterales son ligeramente oblicuas. Las escamas ventrales en número de 124-140: raramente más de 132 en machos, y raramente menos de 132 en hembras. Hay 17-33 escamas emparejadas subcaudales; los machos no tienen menos de 25, y las hembras no más de 23. Sólo hay una escama anal.
El patrón de color consiste en series de manchas pálidas subrectangulares, intercaladas con marcas oscuras, y marcas con forma de reloj de arena, de bordes amarillos. Los flancos tienen series de formas romboidales beiges o marrones, con barras verticales centrales más claras. El vientre es pálido con manchas irregulares marrones o negras. La cabeza es blanca o crema, con una fina y oscura línea central, manchas negras en las esquinas traseras y un triángulo negro detrás de cada ojo. El color del iris es crema, amarillo claro, naranja o plateado. Este diseño es perfecto para confundirse entre la hojarasca seca del suelo.